# بخش لاگو آرژانتینو
بخش لاگو آرژانتینو (به اسپانیایی: Departamento Lago Argentino) یک منطقهٔ مسکونی در آرژانتین است که در استان سانتا کروس، آرژانتین واقع شده‌است. بخش لاگو آرژانتینو ۳۷٬۲۹۲ کیلومتر مربع مساحت و ۷٬۵۰۰ نفر جمعیت دارد.